# Socotra
Cet article possède des paronymes, voir Socatra et Soqotri.
Pour l'archipel, voir archipel de Socotra. Pour le rocher en mer Jaune, voir rocher de Socotra.
Socotra (en arabe et en langue mehri : سقطرى, soqotra) est une île du Yémen située en mer d'Arabie, non loin de l'entrée orientale du golfe d'Aden.
Elle se trouve à 234 kilomètres au large du cap Guardafui, qui constitue l'extrémité nord-est de la Somalie, et à 352 kilomètres au sud-est des côtes du gouvernorat d'Al Mahrah, au Yémen. Elle est la plus grande île de l'archipel de Socotra composé, outre Socotra, d'Abd al Kuri, Darsah, Samhah et des îlots rocheux de Sabuniyah et Ka'l Firawn. Socotra mesure 133 kilomètres de longueur et une quarantaine de kilomètres de largeur, pour une superficie de 3 579 km2.
En raison de sa biodiversité et de la présence de quelque 700 espèces uniques au monde, elle est inscrite sur la liste du patrimoine mondial de l'Unesco au sein de l'archipel de Socotra et a été déclarée réserve de biosphère en 2003 par l'Unesco.

## Histoire
Selon Edresi, géographe arabe du XIIe siècle, Alexandre le Grand, incité par Aristote, y aurait installé une colonie ionienne après avoir conquis l'Égypte.
Dans Le Périple de la mer Érythrée datant du Ier siècle, l'île est nommée Dioscoride (Dioscoridis Insula, signifiant en koinè île des Dioscures). Elle est décrite comme grande, semi-déserte et marécageuse, et possédant quelques rivières. La faune est composée de serpents, de grands lézards et de tortues. Ses habitants, (chrétiens nestoriens d'après le texte apocryphe des Actes de Thomas du IIIe siècle), sont un mélange d'Arabes, de Grecs et d'Indiens, pêcheurs et marins. Ils sont peu nombreux et vivent sur la côte septentrionale. Des ermites vivent dans les haghiers (creux dans le grès) du sud de l'île.
Vers 520, l'île est un comptoir égypto-byzantin qui commerce avec les chrétiens du Kerala, en Inde, en contournant l'empire Perse, ennemi des Byzantins.
En 1505, alors en expansion dans l'océan Indien et la mer Rouge, le Portugal y fonde un comptoir commercial. L'île sert de base aux Portugais pour défier les Mamelouks d’Égypte et rançonner les boutres marchands arabes. Par la suite, le comptoir est disputé par les Hollandais. Après avoir été pendant quelque temps un repaire de pirates, l'île passe en 1886 sous domination anglaise et intégrée jusqu'en 1967 au protectorat du Somaliland. Sa population est intégralement islamisée à partir de ce moment.
De 1967 à 1990, l'archipel de Socotra est revendiqué à la fois par la Somalie et le Yémen du Sud communiste, et l'île accueille une petite base militaire qui sert d'escale à la marine soviétique. Les conditions maritimes et météorologiques (embruns et vents de sable) dégradent les équipements électroniques rapidement et l'escale soviétique se limite, à la fin de la Guerre froide, au port et à une station-relais de communications ; ce que les satellites espions américains avaient pris pour une importante base s'est révélé être surtout des ferrailles et d'anciennes installations vétustes ou abandonnées,.
À partir de 1987, pendant la longue guerre civile somalienne, les gouvernements du Yémen ont officiellement proclamé Socotra comme territoire yéménite, mais à partir de 2015, c'est au Yémen que sévit la guerre civile et ce sont les Émirats arabes unis qui commencent à administrer, voire à coloniser Socotra, construisant de nouvelles infrastructures et des réseaux de télécommunication, faisant leurs propres recensements de la population locale, offrant aux habitants des contrats de travail, puis, en 2018, occupant militairement l'île malgré les protestations du gouvernement yéménite. Le 13 mai 2018, des troupes saoudiennes débarquent à leur tour à la demande du gouvernement yéménite et les occupants se retirent au profit de l'armée yéménite le lendemain, 14 mai.
En mai 2019, le gouvernement yéménite accuse les Émirats arabes unis de fournir une aide logistique aux séparatistes du Conseil de transition du Sud à Socotra, ce que nient les Émirats. En février 2020, un régiment de l'armée yéménite stationné à Socotra se rebelle contre le gouvernement d'Abdrabbo Mansour Hadi reconnu par l'ONU, et prête allégeance au Conseil de transition du Sud (CTS). Le 20 juin 2020, le CTS annonce avoir pris le contrôle de Socotra.

## Géographie

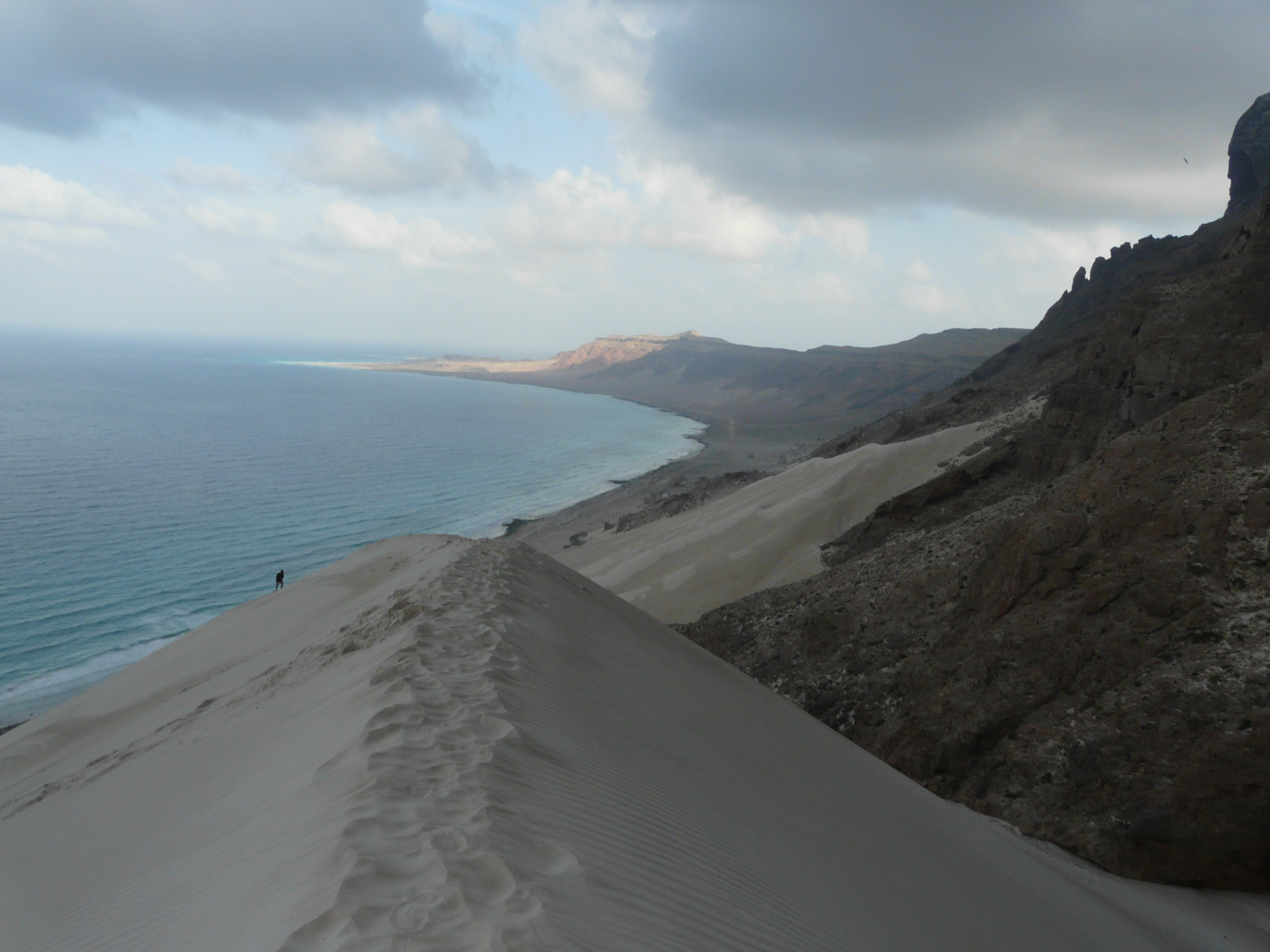
Littoral de Socotra dans l'Est de l'île.

Socotra est une île d'origine continentale. Elle faisait partie de l'ancien continent Gondwana dont elle s'est détachée au milieu du Pliocène, il y a environ 6 millions d'années, lors de la même distension continentale qui ouvrit le golfe d'Aden au nord-ouest.
Située à 234 kilomètres au large de la Somalie et à 352 kilomètres au sud-est du Yémen, l'île est peuplée et revendiquée par des populations issues de ces deux origines.

Socotra est constituée d'une étroite plaine côtière, d'un plateau de grès truffé de cavernes karstique et de montagnes, les Haghier, s'élevant jusqu'à 1 525 mètres d'altitude. L'île mesure environ 140 kilomètres de longueur et une quarantaine de kilomètres de largeur, pour une superficie de 3 579 km2.

## Climat
Socotra possède un climat tropical, désertique et semi-aride (classification de Köppen : BWh et BSh).
Le climat chaud de Socotra est fortement influencé par les moussons. Les zones basses (les côtes ainsi qu'un bassin intérieur situé au centre de l'île) sont très sèches, tandis que les plateaux sont régulièrement arrosés.
La mousson d'été, qui dure de mai à septembre, n'apporte pas de pluies, mais des vents violents du sud-ouest qui atteignent des moyennes de 60 km/h à 100 km/h et rendent l'accès à l'île difficile par mer ou par air.
De novembre à mars, la mousson du nord-est apporte des pluies, parfois torrentielles, mais aussi des vents, moins violents mais souvent chargés de fines poussières. Les hauts plateaux sont dans la brume et bien arrosés. Les régions côtières connaissent de fortes averses sporadiques. Novembre et décembre sont les mois les plus frais de l'année, avant le retour de la chaleur dès janvier.
De fin mars à début mai, une saison de transition apporte des pluies bien réparties sur toute l'île. Ce sont les plus profitables de l'année pour la végétation. Les vents sont faibles et c'est paradoxalement la période la plus chaude.
L'archipel est rarement touché par des tempêtes, mais des cyclones peuvent occasionnellement le traverser .
| Mois                                | jan. | fév. | mars | avril | mai  | juin | jui. | août | sep. | oct. | nov. | déc. | année |
| ----------------------------------- | ---- | ---- | ---- | ----- | ---- | ---- | ---- | ---- | ---- | ---- | ---- | ---- | ----- |
| Température minimale moyenne (°C)   | 16,8 | 18,3 | 19,8 | 22,2  | 23,7 | 24,1 | 23,2 | 22,8 | 22,6 | 20,6 | 18,7 | 17,5 | 20,9  |
| Température moyenne (°C)            | 22   | 23,4 | 25,1 | 27,5  | 28,9 | 29   | 27,6 | 27,5 | 27,6 | 26   | 24,2 | 22,7 | 26    |
| Température maximale moyenne (°C)   | 27,2 | 28,5 | 30,5 | 32,7  | 34,2 | 33,9 | 32   | 32,3 | 32,7 | 31,4 | 29,8 | 28   | 31,1  |
| Précipitations (mm)                 | 23   | 18   | 14   | 22    | 37   | 18   | 12   | 15   | 27   | 38   | 18   | 16   | 258   |
| Nombre de jours avec précipitations | 2    | 2    | 2,1  | 3,4   | 4,1  | 6    | 9,7  | 9,3  | 4,9  | 3,2  | 3    | 3    | 52,7  |
| Humidité relative (%)               | 20   | 21   | 24   | 27    | 29   | 29   | 28   | 27   | 27   | 25   | 22   | 21   | 25,2  |

## Environnement
Deux bras de mer ont séparé au Quaternaire l'archipel des deux continents africain et asiatique, induisant une évolution des espèces végétales et animales en vase clos jusqu'à ce que les humains introduisent de nouvelles espèces telles que les chèvres. Les recensements ont révélé que plus d'un tiers des 800 et quelques espèces de plantes de Socotra sont endémiques. Les botanistes rangent la flore de Socotra parmi les dix flores insulaires les plus menacées du monde.
Socotra est considérée comme le joyau de la biodiversité de la mer d'Arabie.  Dans les années 1990, une équipe de biologistes des Nations unies a mené une enquête sur la flore et la faune de l'archipel. Près de 700 espèces endémiques y ont été recensées ; seules la Nouvelle-Zélande, Hawaii, la Nouvelle-Calédonie et les îles Galápagos surpassent ce nombre. 
Le long isolement géologique de l'archipel de Socotra, sa chaleur extrême et sa sécheresse se sont combinés pour créer une flore endémique unique et remarquable. Des études de terrain menées par le Centre pour les plantes du Moyen-Orient, appartenant au Jardin botanique royal d'Édimbourg, indiquent que 307 espèces de plantes sur 825 (37 %) de Socotra sont endémiques, c'est-à-dire qu'on ne les trouve nulle part ailleurs sur Terre. L'ensemble de la flore de l'archipel de Socotra a été reporté dans la liste rouge de l'UICN, avec 3 espèces de plantes en danger critique d'extinction et 27 espèces de plantes menacées d'extinction reconnues en 2004.
L'une des plantes les plus originales de Socotra est le dragonnier de Socotra (Dracaena cinnabari), un étrange arbre en forme de parapluie. Sa sève rouge, présentée comme le sang des dragons mythiques, était recherchée comme colorant et est aujourd'hui utilisée comme peinture et vernis. Les divers aloès endémiques de Socotra, utilisés en médecine et en cosmétique, étaient également importants dans l'Antiquité. Parmi les autres plantes endémiques figurent une moracée pachycaule Dorstenia gigas, l’arbre-concombre Dendrosicyos socotranus, les rares grenadiers socotrans (Punica protopunica), Aloe perryi et Boswellia socotrana.

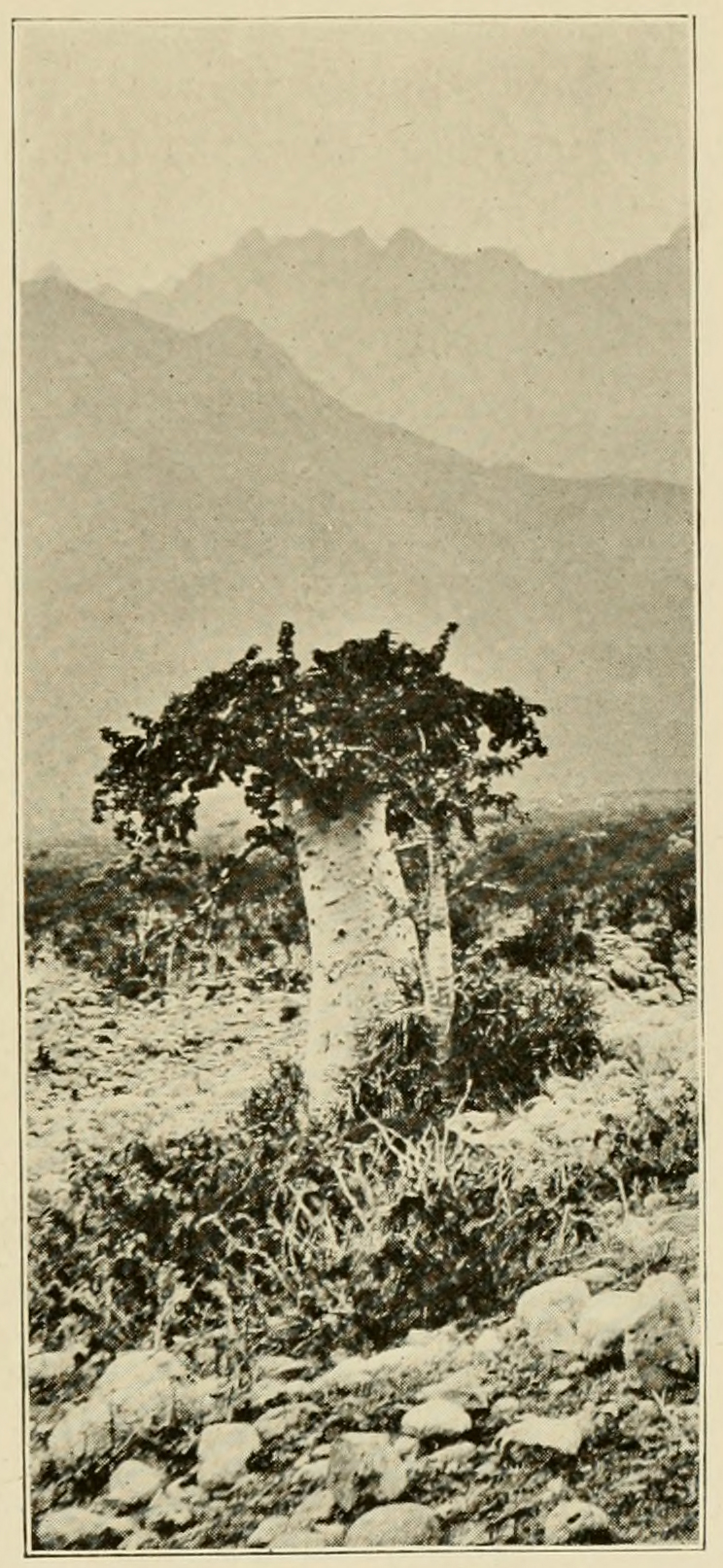
Dendrosicyos socotranus, l'arbre à concombre, photographié vers 1890 par Henry Ogg Forbes.
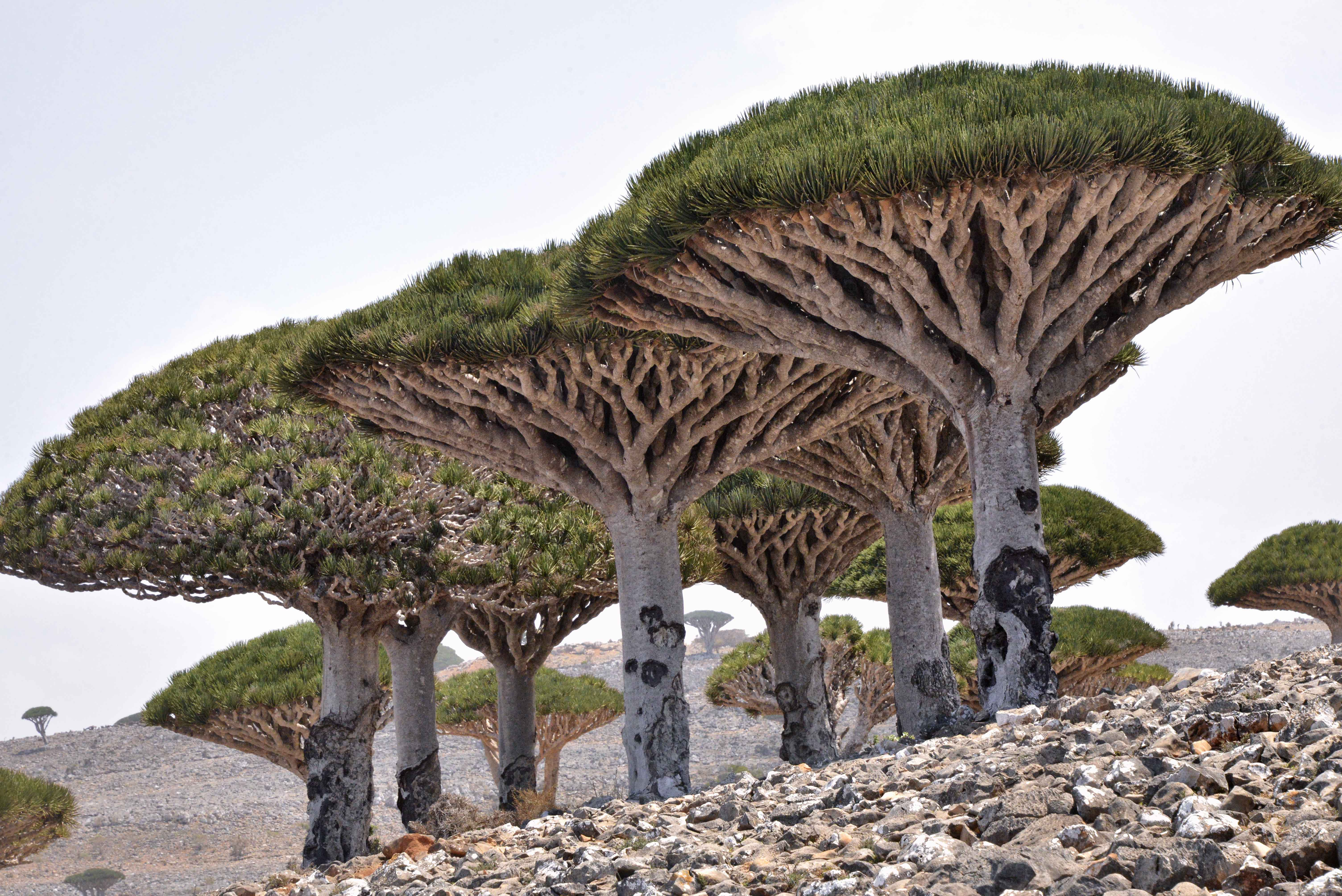
Dragonniers de Socotra.

L'archipel a aussi une riche faune, dont plusieurs espèces endémiques d'oiseaux, comme le Rufipenne de Socotra (Onychognathus frater), le Souimanga de Socotra (Nectarinia balfouri), le Bruant de Socotra (Emberiza socotrana), la Cisticole de Socotra (Cisticola haesitatus), Moineau de Socotra (Passer insularis), Grand-verdier de Socotra (Rhynchostruthus socotranus) et une espèce d’un genre monotypique, la Cisticole pâle (Incana incana). De nombreuses espèces d'oiseaux sont menacées par la prédation par des chats sauvages non indigènes. Avec un seul mammifère endémique, 6 espèces d'oiseaux endémiques et aucun amphibien, les reptiles constituent la faune de vertébrés de Socotran la plus représentative avec 31 espèces. Si l’on exclut les deux espèces récemment introduites, Hemidactylus robustus et Hemidactylus flaviviridis, toutes les espèces indigènes sont endémiques. L'endémisme est très élevé à la fois au niveau des espèces (29 sur 31, soit 94 %) et au niveau des genres (5 sur 12, soit 42 %). Au niveau des espèces, l'endémicité peut être encore plus élevée, des études phylogénétiques ayant révélé une diversité cachée non négligeable. Les espèces de reptiles comprennent les scinques, les lézards sans jambes et une espèce de caméléon, Chamaeleo monachus. Il existe de nombreux invertébrés endémiques, dont plusieurs araignées (telles que la tarentule Monocentropus balfouri) et trois espèces de crabes d'eau douce (un Socotra et deux Socotrapotamon). 
Comme dans de nombreux systèmes insulaires isolés, les chauves-souris sont les seuls mammifères originaires de Socotra. En revanche, les récifs coralliens de Socotra sont variés, avec de nombreuses espèces endémiques. Socotra est également un des milieux hébergeant le papillon Bicyclus anynana.
Au cours des deux mille ans d’établissements humains sur les îles, l’environnement a lentement et continuellement changé et, selon Jonathan Kingdon, « les animaux et les plantes qui restent ne représentent qu’une fraction dégradée de ce qui existait jadis ». Le Périple de la mer Érythrée, qui est daté entre le Ier et le IIIe siècle, raconte que l'île abritait des crocodiles et de grands lézards : la faune reptilienne actuelle semble donc être considérablement réduite. Il y a quelques siècles à peine, l'île comptait des rivières et des zones humides, des stocks plus importants d'arbres endémiques et des pâturages abondants. Les Portugais ont enregistré la présence de buffles  au début du XVIIe siècle. À présent, il n’y a plus que des ravins de sable, et de nombreuses plantes indigènes ne survivent que là où il y a plus d’humidité ou plus de protection contre le bétail. La faune résiduelle de Socotra est fortement menacée par les chèvres et autres espèces introduites.
À la suite de la Guerre civile yéménite, Socotra a été isolée et les prix du gaz sont devenus élevés, ce qui a incité les habitants à exploiter le bois pour se chauffer. En décembre 2018, les Émirats Arabes Unis ont envoyé du gaz de cuisson aux résidents de Socotra afin de lutter contre la déforestation.
L'île constitue une écorégion terrestre dans la classification du Fonds mondial pour la nature sous le nom de « brousses xériques de l'île de Socotra ». Elle appartient au biome des déserts et brousses xériques de l'écozone afrotropicale et fait partie de la liste « Global 200 » du WWF qui regroupe les régions biogéographiques les plus représentatives de la biodiversité planétaire. Elle est inscrite sur la liste du patrimoine mondial de l'Unesco au sein de l'archipel de Socotra depuis 2008 et est considérée comme un point chaud de biodiversité par l'association Conservation International avec le reste la Corne africaine.

### Liste des plantes
- Adenium obesum subsp. socotranum
- Aloe perryi
- Aloe squarrosa
- Boswellia nana
- Boswellia bullata
- Boswellia ameero
- Caralluma socotrana
- Commiphora kua
- Dendrosicyos socotrana
- Dorstenia gigas - figuier de Socotra
- Dracaena cinnabari - dragonnier de Socotra
- Euphorbia abdelkuri
- Euphorbia arbuscula
- Exacum affine

## Population
La plupart des habitants de l'archipel, au nombre de 42 842 en 2004, vivent à Socotra. La ville principale est Hadiboh avec une population estimée en 2004 à 8 545 habitants. Les autres villes sont Qulansiyah avec 3 862 habitants et Qād̨ub avec 929 habitants. Toutes les trois sont situées sur la côte Nord. Les îles d'Abd al Kuri et de Samhah ont une population de quelques centaines d'habitants, Darsah et les autres îles sont inhabitées.
La population est d'origine somalienne avec des métissages de différentes origines dont celles des différents conquérants de l'île, de religion musulmane sunnite et parle le soqotri, une langue non écrite, qui fait partie de la famille des langues sémitiques.

## Économie
Les activités principales sont la pêche et l'élevage de bovins et de chèvres. Le climat ne permet que la culture de dattes, d'aromates et d'un peu de tabac. Les principaux produits commerciaux sont le ghî, du beurre clarifié, l'aloès et l'encens (Boswellia sp.). Récemment, le tourisme a commencé à prendre de l'importance.

## Étude génétique
| Population | Langage (si mentionné) | n  | E1b1a | E1b1b | G | I | J    | L | N | R1a | R1b | T | Référence |
| ---------- | ---------------------- | -- | ----- | ----- | - | - | ---- | - | - | --- | --- | - | --------- |
| Socotra    | AA (sémitique)         | 63 | 0     | 9     | 0 | 0 | 85,7 | 0 | 0 | 1,6 | 0   | 0 | Cerny2009 |

(AA = afro-asiatique)